# BRM P57
BRM P57 — шасси команды BRM, использовавшееся для гонок Формулы-1 в 1962—1965 годах. С машиной BRM P57 команда British Racing Motors единственный раз в истории выиграла Кубок Конструкторов, а её гонщик (Грэм Хилл) стал чемпионом мира.

## Создание
BRM традиционно использовала свои собственные двигатели. Однако к сезону-1961, когда состоялся переход на небольшие 1,5-литровые двигатели, мотористы BRM не успели подготовиться, и машину P48/57 пришлось адаптировать к продукции Coventry Climax. Само шасси получилось удачным, но вот 4-цилиндровый двигатель явно не мог составить конкуренцию 6-цилиндровым моторам Ferrari. Только к старту сезона-1962 были собраны первые двигатели BRM P56 конфигурации V8.
Разработкой новой машины, которая получила индекс P57, руководил Тони Радд. Многое было заимствованно от предыдущих моделей P48 и P48/57, в том числе пространственная рама и подвеска. Двигатель располагался за пилотом, в пределах базы — это уже стало нормой для Формулы-1 в 1960-х.
Двигатель V8 по мощности не сильно превосходил рядную четверку Coventry Climax, но зато раскручивался заметно быстрее и достигал предела в 11000 об/мин, что на 3500 об/мин больше, чем у конкурентов. При этом он обладал солидной надежностью для того времени: в 1962 году Грэм Хилл. сошел из-за отказа мотора один раз, и еще один раз не добрался до финиша его партнер Ричи Гинтер. Двигатель BRM P57 отличался узнаваемым мощным звуком, похожим на вой. В первых гонках машина имела оригинальные выхлопные трубы по бокам кузова, за что ее прозвали «оргaном». Однако такое решение оказалось непрактичным — органные трубы часто ломались, и от них пришлось отказаться.
Изначально на машину поставили 6-скоростную коробку передач Colotti. Но она имела невысокую надёжность, и в BRM решили использовать проверенную 5-ступенчатую КПП собственной разработки.

## Выступления

### 1962

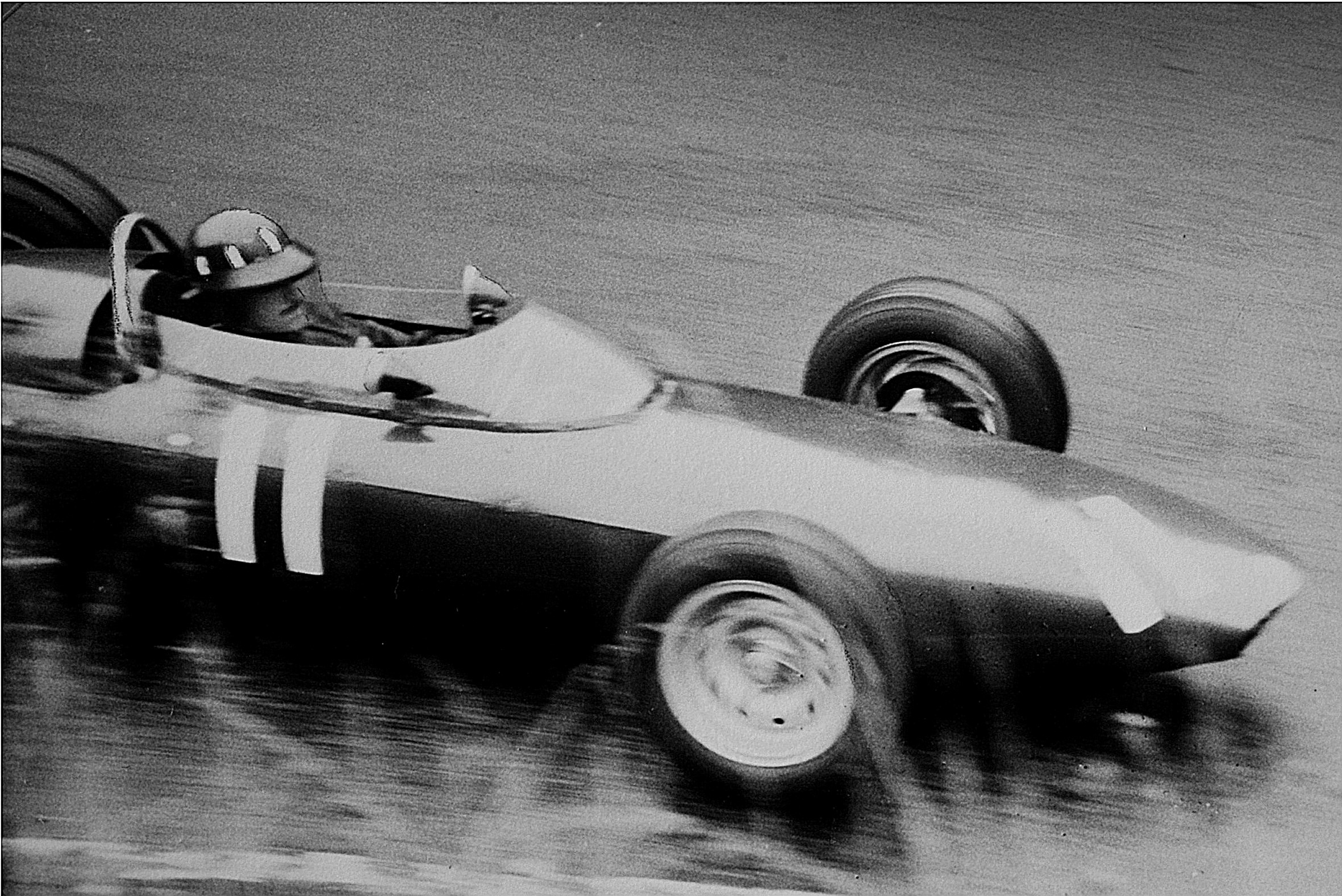
Грэм Хилл на BRM P57 в Хатценбахе, Австрия

Впервые шасси BRM P57 было использовано в Формуле-1 в 1961 году в качестве запасного автомобиля (на Гран-при Италии). Переход на BRM P57 осуществился в 1962 году.
После ухода Тони Брукса из Формулы-1 в команду BRM был взят Ричи Гинтер, который показал хорошие результаты в 1961 сезоне Формулы-1. Также в составе British Racing Motors продолжил выступления Грэм Хилл.
Первую же гонку сезона — Гран-при Нидерландов — выиграл пилот BRM Грэм Хилл. А вот Ричи Гинтер, стартовавший на BRM P48/57, сошёл с дистанции после столкновения с Тревором Тэйлором. Гран-при Монако было менее успешным: Гинтер попал в аварию на старте (его автомобилем был убит маршал), а Хилл также не закончил гонку из-за проблем с двигателем. Тем не менее, он попал в итоговую классификацию и набрал 1 очко за шестое место.
На Гран-при Бельгии Грэм Хилл пришёл вторым. Выиграл Джим Кларк, и он стал основным соперником Грэма Хилла в борьбе за чемпионство. Ричи Гинтер снова сошёл, но во Франции он финишировал третьим, а Хилл — девятым и не набрал очков. Несмотря на это, он показал лучшее время круга. В следующей гонке сезона — Гран-при Великобритании — Грэм Хилл стал четвёртым, а Ричи Гинтер — только тринадцатым.
Однако на Гран-при Германии Грэм Хилл выиграл и снова стал автором быстрого круга (Гинтер пришёл восьмым), а в Италии состоялся дубль BRM — Грэм Хилл выиграл с уже третьим за сезон лучшим кругом, Ричи Гинтер занял второе место. На американском Гран-при Хилл пришёл вторым, а победил в гонке Джим Кларк. Таким образом, вопрос о чемпионе мира должен был разрешиться на Гран-при ЮАР. И там поначалу лидировал Кларк, но затем он сошёл из-за утечки масла, и в лидеры вышел Грэм Хилл, который и выиграл гонку. В итоге Хилл стал чемпионом, а BRM выиграли Кубок конструкторов.

### 1963

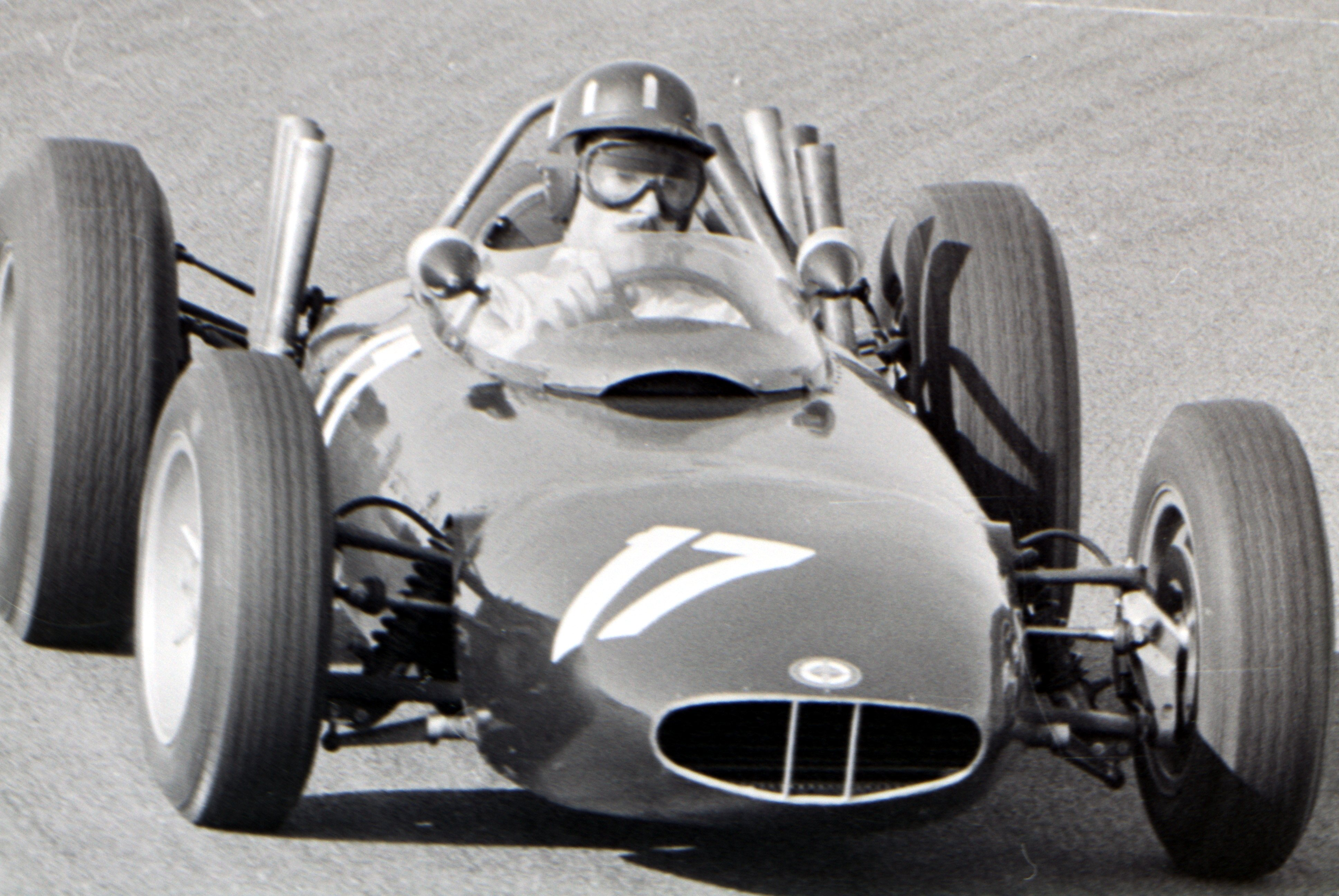
Грэм Хилл на BRM P57 в Зандвоорте в 1963

В 1963 сезоне Формулы-1, помимо British Racing Motors, шасси BRM P57 использовала Scuderia Centro Sud. В British Racing Motors остались Грэм Хилл и Ричи Гинтер, а за Centro Sud выступали Лоренцо Бандини, Моисес Солана и Морис Трентиньян. Сезон 1963 Формулы-1 прошёл при абсолютном доминировании команды Lotus и Джима Кларка, который выиграл семь из десяти гонок сезона и ещё дважды пришёл на подиум. В результате команда BRM стала «лучшей из остальных», заняв второе место в кубке конструкторов. Грэм Хилл стал в сезоне вторым, выиграв две гонки — Гран-при Монако и США, Ричи Гинтер занял третье место, набрав столько же очков, сколько и Грэм Хилл, Лоренцо Бандини стал в чемпионате десятым и набрал 6 очков (из них 2 — за BRM).
В сезоне 1963 Формулы-1 было использовано шасси BRM P61. На нём Грэм Хилл занял третье место на Гран-при Франции (не набрал очков из-за посторонней помощи).

### 1964—1965
В 1964 BRM перешли на BRM P261, и шасси BRM P57 использовалось Scuderia Centro Sud, точно так же, как и в 1965. Лучшим результатом BRM P57 в 1964 сезоне стало четвёртое место Тони Мэггса на Гран-при Австрии, в 1965 очки на этом шасси набраны не были. После сезона 1965 Формулы-1 шасси BRM P57 не использовалось.